# 国恩寺
国恩寺（こくおんじ）は岐阜県本巣市春近にある大日如来を本尊とする真言宗醍醐派の寺院で、山号は浄妙山。美濃四国52番札所。
創建不詳。伝承によれば弘法大師空海により開かれたと伝わる。当寺で弘法大師が門を閉め切って修法を行ったという伝説から、山門は常に閉じ潜り戸から境内に入るという慣習がある。また境内には弘法大師のお手植えまたは錫杖から根を張り育ったと伝わる樹齢1000年を超える柊の古樹がある。この柊は岐阜県により天然記念物に指定されている。また、この柊の由緒をもって柊寺とも呼ばれている。